# Collegio del Mondo Unito di Mostar
Il Collegio del Mondo Unito di Mostar (in inglese United World College in Mostar, abbreviato in UWCIM, in Bosniaco Koledž ujedinjenog svijeta u Mostaru, in Croato Koledž ujedinjenog svijeta u Mostaru, in Serbo Колеџ уједињеног света у Мостару) è una scuola internazionale che fa parte dei Collegi del Mondo Unito (United World Colleges o UWC), un movimento internazionale che riunisce studenti da tutto il mondo, selezionati solo sulla base del merito, con lo scopo di promuovere la pace a la cooperazione internazionale. La scuola è frequentata da circa 200 studenti (nonostante questa cifra possa variare sensibilmente di anno in anno), di età compresa tra 16 e 19 anni, provenienti da diversi paesi del mondo. Il Collegio offre un programma di studio biennale finalizzato al conseguimento del Baccellierato Internazionale, un titolo riconosciuto in più di 80 paesi, equipollente al Diploma di maturità della scuola italiana.
UWCIM è il dodicesimo Collegio del Mondo Unito, il quarto in Europa, ed è stato istituito come parte dell'iniziativa dei Collegi del Mondo Unito in Bosnia ed Erzegovina. Esso è il primo dei Collegi del Mondo Unito ad essere situato in una situazione post-conflitto. Alla cerimonia d'apertura, il 22 maggio 2007, erano presenti numerose autorità internazionali, fra cui la regina Nur di Giordania, e Nikola Špirić, primo ministro della Bosnia Erzegovina.

## Obiettivi
I principali obiettivi dell'UWCiM sono:
- Promuovere i contatti con la comunità di Mostar;
- Coinvolgere gli studenti locali nelle attività del programma Creatività-Azione-Servizio (CAS);
- Ampliare la riforma scolastica in Bosnia Erzegovina attraverso attività di "teacher training";
- Partecipazione al dialogo post-conflitto tra le tre comunità etniche di Mostar: Bosniaci, Serbi e Croati.

## Corso di Studi
I corsi offerti al Collegio di Mostar per l'anno scolastico 2007/2008 sono:
- Gruppo 1 (Lingua A1): Bosniaco, Serbo, Croato, Inglese, Tedesco, Spagnolo, Italiano; altre lingue sono “self-taught”;
- Gruppo 2 (Seconda Lingua): Inglese B, Inglese A2, Francese B, Francese Ab Initio, Tedesco B, Spagnolo Ab Initio;
- Gruppo 3 (Studi Umanistici): Economia, Storia, Psicologia, Geografia, Antropologia;
- Gruppo 4 (Scienze): Biologia, Chimica, Fisica, Sistema Ambientale;
- Gruppo 5 (Matematica): Matematica HL/SL, Studi Matematici SL;
- Gruppo 6 (Arte): Artistica, Teatro o una materia a scelta di uno dei gruppi precedenti.

Tutte le materie sono insegnate da professori IB con esperienza. Lo staff include professori da: Bosnia Erzegovina, Croazia, Francia, Repubblica Islamica dell'Iran, Irlanda, Italia, Kenya, Paesi Bassi, Norvegia, Spagna e Regno Unito. L'iniziativa UWC-IBO in Bosnia Erzegovina provvede anche un programma per professori locali.

## Attività extracurricolari
L'UWCiM contribuisce alla reintegrazione della comunità della città di Mostar. Attraverso il CAS (Creatività, Attività, Servizio) tutti gli studenti del college hanno la chance e l'opportunità di contribuire a questa iniziativa di reintegrazione della città, coinvolgente se stessi in varie attività. Tra le varie attività della scuola: 
- Roma Neretva (Servizio): Al momento ci sono circa 400 Rom che vivono a Mostar e dintorni. Sebbene in Bosnia Erzegovina vige la legge dell'obbligo scolastico, molti bambini Rom non hanno l'opportunità di studiare. Il college provvede settimanalmente delle sessioni di servizio, nelle quali li studenti insegnano le basi della lettura, scrittura e della matematica ai bambini Rom situati a Mostar. Normalmente, ci sono circa 20 bambini (dai 4 ai 15 anni) che seguono le varie sessioni.
- Modello delle Nazioni Unite o MUN(Creatività): Questa attività extra-scolastica offre l'opportunità agli studenti del college di visualizzare e stimolare il processo di risoluzione creativa in atto nelle Nazioni Unite. L'MUN, attività iniziata per la prima volta dal college in Mostar, ha anche attratto veri studenti delle altre scuole della città.

Gli studenti coinvolti nell'attività, inoltre, hanno tenuto conferenze a Ginevra, Bratislava e Galles ed hanno organizzato una propria conferenza MUN-UWCiM, la quale si è tenuta fra l'11 e il 13 aprile del 2008 (in programma una conferenza per la fine di marzo).
All'interno del CAS, ci sono anche: 
- Servizio:

Fondazione della comunità di Mostar, Scuola speciale per bambini disabili, Egyptina Village (un villaggio per orfani finanziato dal governo Egiziano), campo di rifugiati, attività in ospedale con i bambini, Amnesty International.
- Attività:

Escursionismo, Ciclismo, Yoga, Danza moderna, Pallavolo, Pallacanestro, Calcio, Palestra, Rugby, Nuoto, Ping-Pong, Judo, Street-dance, Ballo di coppia.
- Creatività:

Giornalino scolastico, Religioni del Mondo Unito, Fotografia, Astronomia, Lingue (Italiano, Russo, Cinese, Arabo, Spagnolo, Bosniaco, Croato, Serbo), Musica, Scacchi, Coro, Banda scolastica, Teatro, Cucina Internazionale, Fisica
I leader delle varie attività sono studenti, professori, volontari e locali.

## Il corpo studenti
Nel 2008, il college del Mondo Unito a Mostar ha dato il benvenuto alla sua terza generazione di studenti. Dei 210 studenti del college, 105 sono cittadini della Bosnia Erzegovina (Bosniaci, Croati e Serbi) e 95 sono internazionali. Gli studenti internazionali vengono da: Albania, Bielorussia, Hong Kong (Cina), Croazia, Repubblica Ceca, Danimarca, Egitto, Finlandia, Germania, Iraq, Israele, Italia, Libano, Macedonia, Maldive, Montenegro, Paesi Bassi, Palestina, Polonia, Romania, Russia, Ruanda, Serbia, Slovacchia, Spagna, Tagikistan, Turchia, Kosovo, Regno Unito, Stati Uniti d'America. Fra le nuove nazionalità aggiunge nel settembre del 2008: Afghanistan, Etiopia, Belgio, Norvegia, Sud del Sudan, Swaziland.

## Collegio e strutture
Gli studenti del Collegio condividono la scuola con studenti del vecchio Ginnasio di Mostar, oggi ricostruito a seguito della devastazione durante la guerra. Prima della guerra Bosniaca, il Ginnasio era considerato la migliore scuola in Iugoslavia. La scuola è di origine Austro-Ungarica e profondamente influenzata dall'architettura Turca.
Gli studenti del College vivono in due residenza:  Sušac House e Musala House (ognuna ospita circa 100 studenti). Le residenze sono entrambe sulle sponde del fiume Neretva. Il vitto è garantito da due mense scolastiche (una vicina alla scuola per la colazione e il pranzo, l'altra in Susac House per la cena).

## Il futuro del Collegio del Mondo Unito di Mostar
A seguito delle recenti difficoltà finanziarie, la commissione esecutiva ha deciso di non accettare una quarta generazione di studenti al Collegio del Mondo Unito di Mostar per il biennio 2009-2011. Comunque, questa decisione non comporterà una chiusura totale della scuola. Il corpo studenti e i suoi rappresentanti si stanno mobilitando al fine di prolungare la sopravvivenza della scuola, e quindi porre le basi per una quarta generazione di studenti.
L'esistenza dell'UWC a Mostar è sempre dipesa da donazioni di terzi. La crisi finanziaria globale del 2008-2009 ha ridotto l'ammontare di tali donazioni, lasciando il collegio in una seria crisi finanziaria. Il principale obiettivo, dunque, è ridurre la dipendenza della scuola dai donatori e istituire un modello finanziario a lungo termine.